# Государственный музей изобразительных искусств Республики Татарстан
Государственный музей изобразительных искусств Республики Татарстан (сокр. ГМИИ РТ; тат. Татарстан Республикасы дәүләт сынлы сәнгать музее) — одна из крупнейших сокровищниц искусства в России.

## История
Музей был создан по приказу Министерства культуры РСФСР в 1958 году на базе картинной галереи Государственного музея ТАССР. С 1967 года музей размещается в особняке начала XX века — бывшей резиденции командующего Казанским военным округом генерала А. Г. Сандецкого. Территория музея включает особняк, в котором размещены основные экспозиции, парк, здания фондохранилища, Ресурсный центр творческого развития детей и подростков, научный архив, конференц-зал.
Структурными подразделениями ГМИИ РТ стали: с 2005 года — Национальная художественная галерея «Хазинэ», расположенная в Казанском кремле, а с 2009 года — Галерея современного искусства ГМИИ РТ. В 2016 году на базе ГМИИ РТ открылся первый в России Культурно-выставочный центр Русского музея, в структуру которого входят Ресурсный центр творческого развития детей и подростков и информационно-образовательный центр «Русский музей: виртуальный филиал».

## Основные направления деятельности музея
1. Экспозиционно-выставочная деятельность
2. Научно-фондовая деятельность и реставрация
3. Научная и научно-методическая деятельность
4. Издательская деятельность
5. Культурно-образовательная деятельность

## Адреса
- ул. Карла Маркса, д. 64 — главное здание музея
- ул. Карла Маркса, д. 57 — галерея современного искусства
- проезд Шейнкмана, д.12, здание Казанского юнкерского училища — национальная художественная галерея «Хазинэ»

## Структурные подразделения ГМИИ РТ
- Национальная художественная галерея «Хазинэ» (с 2005 г.) Здание расположено в Казанском Кремле. В постоянной экспозиции представлены произведения декоративно-прикладного искусства, живописи, графики, скульптуры, созданные художниками Казани, Казанской губернии, Республики Татарстан в XIX—XXI вв. Здесь также можно увидеть произведения советского периода. «Жемчужинами» коллекции являются произведения Н. Фешина (среди них «Портрет Вари Адоратской» (1914) и «Обливание» (1914 (?)), П. Бенькова, П. Радимова, В. Тимофеева; коллекция казанского авангарда 1910—1930-х годов, включающая работы К. Чеботарева, И. Плещинского, Ф. Тагирова и др.; работы Б. Урманче, Х. Якупова, И. Зарипова и др.
- Галерея современного искусства ГМИИ РТ (с 2009 г.) Уникальное здание построенное архитектором Германом Бакулиным в 1978 году, один из важнейших центров художественной жизни Поволжья. Общая экспозиционная площадь — 2500 м². Здесь в основном представляются коллекции современных художников, открыта фотогалерея, проводятся мастер-классы, творческие встречи, работают клубы по интересам.
- Ресурсный Центр творческого развития детей и подростков с различными социальными и физическими возможностями. Центр был открыт в 2008 году в результате реализации совместного проекта Союза музеев России, Фонда Б. Н. Ельцина, Государственного русского музея и Государственного музея изобразительных искусств РТ. Основой Центра стал школьный сектор, работающий в музее с 1970 года. С 2016 года Центр входит в структуру Культурно-выставочного центра Русского музея в Казани.

## Коллекции музея
Ныне коллекции музея насчитывают около 25 тысяч произведений живописи, графики, скульптуры, декоративно-прикладного искусства. Особую ценность представляют памятники древнерусской иконописи второй половины XVI века из Успенского собора г. Свияжска, произведения ранней европейской гравюры XV—XVI веков М. Шонгауэра, А. Дюрера, Луки Лейденского, М. Раймонди и др., крупнейшее в нашей стране собрание произведений Николая Ивановича Фешина, коллекция живописи и графики И. И. Шишкина, собрание произведений русского авангарда начала XX века, наследие народного художника РСФСР Баки Идрисовича Урманче.
Посетители могут ознакомиться в музее с произведениями искусства из следующих коллекций:
- Коллекция древнерусского искусства
- Коллекция русского искусства
- Коллекция советского искусства
- Коллекция национального искусства
- Коллекция западноевропейского искусства
- Коллекция графики
- Коллекция декоративно-прикладного искусства

## Фестиваль «Джаз в усадьбе Сандецкого»
Ежегодный летний музыкальный фестиваль под открытым небом «Jazz в усадьбе Сандецкого» проводится в парке музея с 2007 года. Продолжительность фестиваля составляет два месяца: июль-август. Концерты проходят еженедельно, по четвергам. Музыкальный директор фестиваля — Ольга Скепнер.
Стилистика казанского джазового форума многообразна: каждый концертный вечер отводится определённому музыкальному направлению — от мейнстрима до авангарда. С момента открытия на фестивале побывали с выступлениями музыканты, представляющие цвет российской и зарубежной джазовой культуры.
С 2007 года фестиваль переехал в Казанский Кремль и сейчас носит название «Джаз в Кремле».